# Степанов, Василий Иванович (партийный деятель)
Василий Иванович Степанов — советский хозяйственный и политический деятель.

## Биография
Родился в 1919 году в селе Цаца. Член КПСС.
Окончил Сталинградский судостроительный техникум, Саратовскую областную партийную школу, ВПШ при ЦК КПСС.
В 1933—1934 гг. — заместитель председателя исполкома Цацинского сельского Совета депутатов трудящихся Красноармейского района.
В 1937—1947 гг. — красноармеец, участник Великой Отечественной и советско-японской войны: курсант школы спецсвязи, техник связи и парторг части 5-го отдельного взвода связи, начальник 5-го отдельного взвода связи 17-й Армии Забайкальского военного округа
В 1947—1948 гг. — заместитель начальника цеха Сталинградского судостроительного завода, заместитель председателя Эльтонского райисполкома.
В 1950—1953 гг. — председатель Эльтонского райисполкома.
В 1953—1955 гг. — председатель Быковского райисполкома.
В 1955—1962 гг. — первый секретарь Быковского райкома КПСС.

Василий Иванович Степанов по праву является знатоком заволжского сельскохозяйственного производства. Будучи руководителем Быковского района, он, наряду с решением задач по переселению сел и хуторов из зоны затопления, вплотную, с завидной целеустремленностью и профессионализмом, внедрял в производство перспективные сорта бахчевых культур. Именно здесь, в Быковском районе, на полях совхоза «Волжский», появились первые поливные гектары Кисловской оросительной системы. Здесь впервые в области появилось орошаемое земледелие.

В 1962—1965 гг. — парторг обкома КПСС Быковского, Николаевского территориальных производственных колхозно-совхозных управлений
В 1965—1977 гг. — первый секретарь Николаевского райкома КПСС.

При его руководстве районом в южной части райцентра было начато интенсивное строительство промышленной зоны: консервного завода, автопредприятия, «Сельхозтехники», мебельной фабрики «Межколхозстроя» и других предприятий. В декабре 1971 года был принят в эксплуатацию завод сухого молока — крупнейший в Заволжье.

В 1977—1989 гг. — первый секретарь Городищенского райкома КПСС.
Делегат XXIII съезда КПСС, XIX партконференции.
Почетный гражданин города Николаевска, почетный гражданин Городищенского района.
Умер в 2005 году в Городище.

## Награды
- Орден Ленина (дважды)
- Орден Октябрьской Революции
- Орден Отечественной войны II степени
- Орден Трудового Красного Знамени (дважды)
- Орден Дружбы народов
- Орден Полярной звезды